# Гудбурово
Гудбурово (баш. Гөтбөр) — деревня в Янаульском районе Республики Башкортостан Российской Федерации. Входит в состав Байгузинского сельсовета.

## География

### Географическое положение
Деревня находится на левом берегу реки Орья, у автодороги Янаул — Нефтекамск. Расстояние до:
- районного центра (Янаул): 11 км,
- центра сельсовета (Байгузино): 4 км,
- ближайшей ж/д станции (Янаул): 11 км.

## История
Деревня основана по договору 1683 года о припуске ясачными татарами на землях башкир Уранской волости Осинской дороги. Впоследствии они перешли в сословие тептярей. В 1795 году в деревне проживало 200 человек.
В 1816 году имелось 263 жителя в 32 дворах, в 1834 году — 299 жителей в 55 дворах.
В 1842 году к деревне относилось 16 десятин усадебной земли, 335 десятин пашни, 70 десятин сенокоса и 80 — неудобной земли. Жителям деревни принадлежало 160 лошадей, 193 коровы, 85 овец, 24 козы.
В 1859 году учтено 75 дворов и 398 жителей.
В 1870 году в деревне Гудьбурова 3-го стана Бирского уезда Уфимской губернии в 69 дворах — 409 человек (223 мужчины, 186 женщин), все тептяри. Имелась мечеть, жители занимались сельским хозяйством и лесным промыслом.
В 1896 году в деревне Гудьбур Байгузинской волости IV стана Бирского уезда 97 дворов и 600 жителей (333 мужчины и 267 женщин), мечеть.
В 1906 году — 623 человека, мечеть, водяная мельница.
В 1920 году по официальным данным в деревне было 118 дворов и 598 жителей (286 мужчин, 312 женщин), ошибочно записанных башкирами, по данным подворного подсчета — 691 тептярь в 128 хозяйствах. В 1926 году деревня принадлежала Янауловской волости Бирского кантона Башкирской АССР.
В 1939 году население деревни составляло 471 житель, в 1959 году — 334.
В 1982 году население — около 320 человек.
В 1989 году — 270 человек (119 мужчин, 151 женщин).
В 2002 году — 239 человек (110 мужчин, 129 женщин), башкиры (61 %) и татары (38 %).
В 2008 году деревня передана из упразднённого Айбулякского сельсовета в Байгузинский.
В 2010 году — 247 человек (112 мужчин, 135 женщин).
Население занято в СПК имени В. И. Чапаева; имеются начальная школа, библиотека, мечеть.

## Достопримечательности
Деревянное здание бывшей мечети конца XIX века является памятником архитектуры.

## Население
| 2002 | 2009 | 2010 |
| ---- | ---- | ---- |
| 239  | ↗275 | ↘247 |